# Henry Chikunje
Henry Chikunje – malawijski piłkarz grający na pozycji napastnika. W swojej karierze grał w reprezentacji Malawi.

## Kariera reprezentacyjna
W 1984 roku Chikunje został powołany do reprezentacji Malawi na Puchar Narodów Afryki 1984. Na tym turnieju zagrał w jednym meczu grupowym, z Algierią (0:3).